# Pseudoderopeltis lepineyi
Pseudoderopeltis lepineyi är en kackerlacksart som beskrevs av Hanitsch 1934. Pseudoderopeltis lepineyi ingår i släktet Pseudoderopeltis och familjen storkackerlackor. Inga underarter finns listade i Catalogue of Life.